# GameClub
GameClub là dịch vụ đăng ký trò chơi điện tử dành cho thiết bị iOS và Android. Dịch vụ chủ yếu cung cấp các trò chơi trước đây đã bị xóa khỏi các cửa hàng ứng dụng hoặc không còn được các nhà phát triển ban đầu duy trì tích cực hay được cập nhật để hỗ trợ các thiết bị và phần mềm mới hơn. Kể từ đó, họ đã mở rộng để phát hành các bản port trò chơi di động từ PC và console.

## Lịch sử
GameClub được tiết lộ lần đầu tiên vào ngày 5 tháng 3 năm 2019, với chương trình truy cập sớm bắt đầu ngay sau đó vào ngày 12 tháng 3 năm 2019. Trong thời gian này, các trò chơi phiên bản thử nghiệm sẽ được phân phối hàng tuần thông qua TestFlight.
GameClub chính thức ra mắt vào ngày 25 tháng 10 năm 2019 cho người dùng iOS, cùng với một ứng dụng GameClub độc lập, hoạt động như một trung tâm dành cho danh mục các tựa game có sẵn và cung cấp thông tin chi tiết về các trò chơi. Vào tuần tiếp theo, Minigore được tiết lộ là trò chơi đầu tiên được phát hành thông qua dịch vụ được bộ điều khiển MFi được hỗ trợ cập nhật.
Dịch vụ ra mắt cho Android vào ngày 18 tháng 6 năm 2020 mặc dù ban đầu số lượng trò chơi rất ít ỏi. Tính năng chơi đa nền tảng giữa Android và iOS cũng đã được giới thiệu cho dịch vụ này, bắt đầu với tựa game Neon Shadow.
Vào ngày 5 tháng 9 năm 2020, GameClub tiết lộ rằng họ sẽ sớm phát hành phiên bản di động của trò chơi PC và console lần đầu tiên, cũng như mở rộng thêm các tựa game đã có từ trước.
Tính năng "Thử thách", một tính năng giống như thành tích trong game đã được tiết lộ vào ngày 8 tháng 10 năm 2020. Sáu trò chơi đầu tiên đã được cập nhật để hỗ trợ tính năng này trong cùng một ngày, với nhiều tựa game khác hứa hẹn ra mắt. Một phiên bản thiết kế lại của ứng dụng GameClub và bảng điều khiển đã được phát hành cùng lúc, bao gồm tính năng hỗ trợ thử thách và chức năng tìm kiếm.
Các giải đấu được công bố vào ngày 5 tháng 12 năm 2020. Hệ thống bảng xếp hạng theo từng cấp khuyến khích người chơi đánh bại điểm số của người khác để đạt được thứ hạng cao hơn hoặc để tránh bị tụt xuống thứ hạng thấp hơn vào mỗi cuối tuần. Tám trò chơi ban đầu đã được cập nhật để hỗ trợ tính năng này.
Vào ngày 5 tháng 1 năm 2021, ứng dụng GameClub đã được cập nhật để bao gồm tính năng hiển thị hồ sơ, cho phép người dùng thêm bạn bè và xem hoạt động của người chơi. Hệ thống bạn bè được lên kế hoạch để tích hợp vào các trò chơi nhiều người chơi.

## Trò chơi
Là một phần của dịch vụ, tất cả các trò chơi có sẵn đều không có quảng cáo và mua hàng trong ứng dụng và mỗi trò chơi được phát hành của GameClub bao gồm một phần nhỏ nội dung 'dùng thử' có sẵn miễn phí mà không cần đăng ký, nội dung dùng thử thường có bộ đếm thời gian 10 phút và nếu hết thời gian sẽ bị khóa truy cập vào trò chơi. Các tựa game cũ hơn cũng đã được cập nhật theo tiêu chuẩn hiện đại, với đồ họa được tối ưu hóa và hỗ trợ kích thước màn hình mới hơn, cũng như hỗ trợ thêm cho bộ tay cầm MFi, DualShock 4 và Xbox One dành cho một số tựa game nhất định. Nội dung biên tập, chẳng hạn như hướng dẫn trò chơi và lịch sử phát triển, cũng có sẵn cho một số trò chơi.
Tính năng chia sẻ trong gia đình có sẵn cho tối đa mười hai người với mỗi gói đăng ký và bất kỳ trò chơi nào đã được mua trước đó trước khi phát hành trên GameClub đều có thể được truy cập đầy đủ mà không cần đăng ký.

## Đón nhận
GameClub khi mới ra mắt hầu hết nhận được những đánh giá tích cực, có những người đánh giá về quyết định tập trung vào việc mang lại một bộ sưu tập các trò chơi cũ hơn và cho phép người dùng giữ lại các tựa game mà họ đã mua trước đó làm lý do để đăng ký. Giao diện của bảng điều khiển GameClub và ứng dụng trung tâm cũng được khen ngợi, PCMag so sánh nó với giao diện của Apple. Tuy nhiên, đã có những lo ngại đã được đặt ra về việc dịch vụ này có thể hoạt động như thế nào trước các đối thủ lớn hơn như Apple Arcade.